# Tossene socken
Tossene socken i Bohuslän ingick i Sotenäs härad och är sedan 1974 en del av Sotenäs kommun, från 2016 inom Tossene distrikt och Hunnebostrands distrikt.
Socknens areal är 66,01 kvadratkilometer, varav land 65,00. År 2000 fanns här 948 invånare. Tätorterna Hunnebostrand och Bovallstrand, småorten Ulebergshamn och Strandhamn samt kyrkbyn Tossene med sockenkyrkan Tossene kyrka ligger i socknen. 

## Administrativ historik
Tossene socken har medeltida ursprung. 
Vid kommunreformen 1862 övergick socknens ansvar för de kyrkliga frågorna till Tossene församling och för de borgerliga frågorna bildades Tossene landskommun. Hunnebostrands församling utbröts 1909. Landskommunen uppgick 1974 i Sotenäs kommun. Församlingen uppgick med Hunnebostrands församling 1992 i Hunnebostrand-Tossene församling vilken upplöstes 1995 och de två församlingarna återuppstod då.
1 januari 2016 inrättades distrikten Tossene och Hunnebostrand, med samma omfattning som motsvarande församlingar hade 1999/2000, och vari detta sockenområde ingår.
Socknen har tillhört län, fögderier, tingslag och domsagor enligt vad som beskrivs i artikeln Sotenäs härad. De indelta soldaterna tillhörde Bohusläns regemente, Stångenäs och Sotenäs kompanier och de indelta båtsmännen tillhörde 1:a Bohusläns båtsmanskompani.
Vid en brand i Tossene prästgård 1898 förstördes pastoratets arkiv och därmed kyrkböcker för släktforskning.

## Geografi och natur
Tossene socken ligger väster om Uddevalla på mellersta Sotenäset med Åbyfjorden i söder, Skagerack i väster och Bottnafjorden i norr. Socknen har dalgångsbygder mellan bergiga platåområden. Skärgården består av många mindre öar utan nutida bebyggelse.
I socknen finns två naturreservat. Alvön och Anneröd-Hogsäm är kommunala naturreservat som förvaltas av Västkuststiftelsen. Största insjö är Tåsteröds stora vatten som delas med Bärfendals socken i Munkedals kommun och Bottna socken i Tanums kommun. Natura 2000-området Åby är ett naturvårdsområde som består av djurparken Nordens Ark med omgivningar.
En sätesgård var Åby säteri.
Gästgiverier fanns i Valla Hunnebostrand och Röd.

## Fornlämningar
Cirka 200 boplatser, tre dösar, två gånggrifter och tre hällkistor från stenåldern har påträffats. Från bronsåldern finns flera cirka 100 gravrösen, många skålgropsförekomster och cirka 185 hällristningar. Från järnåldern finns 15 gravfält och en fornborg. I kyrkans vapenhus finns en fragmentarisk runsten, som ursprungligen kommer från Valla. 

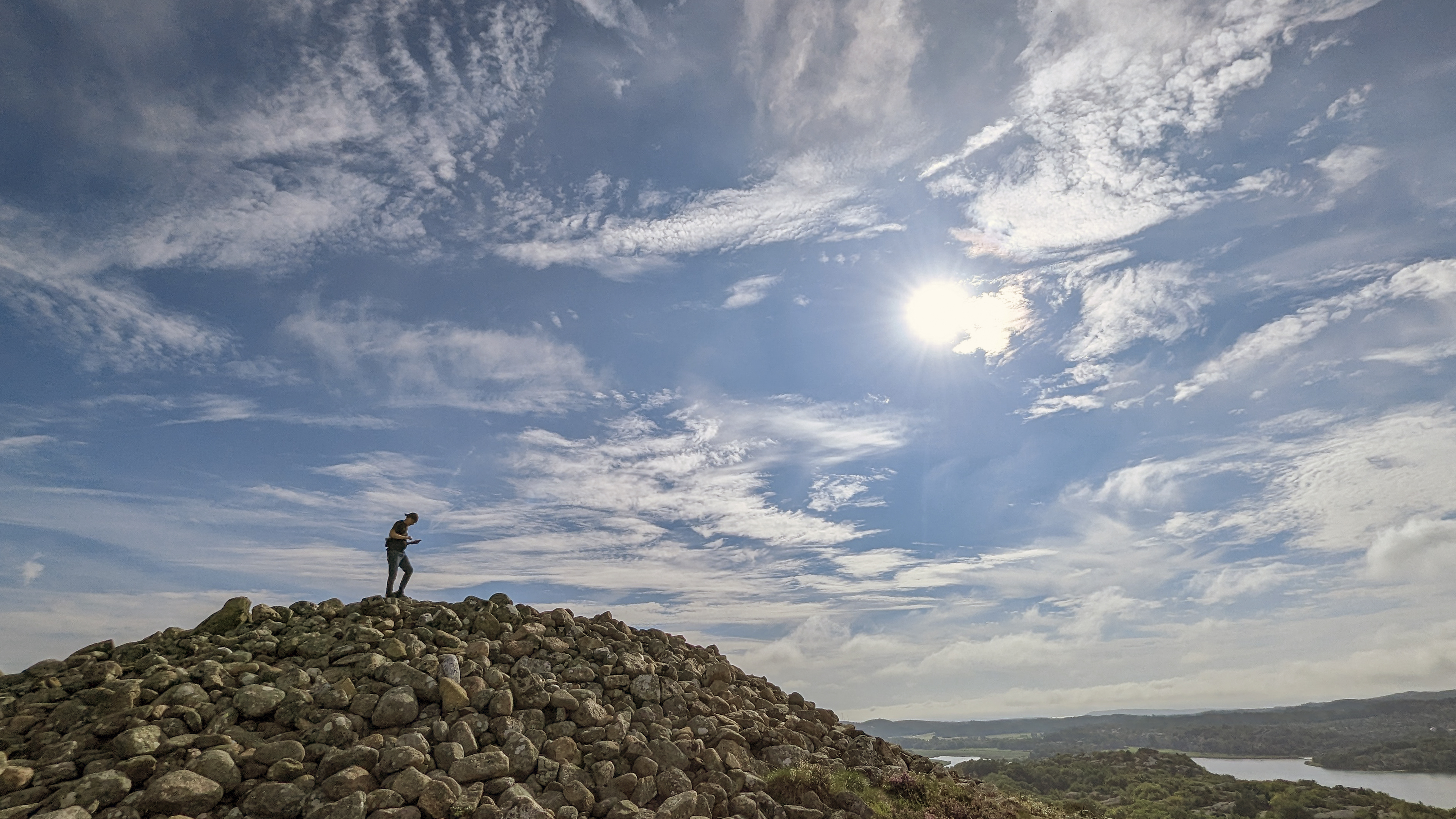
Röse vid Hunnebostrand, Tossene 207
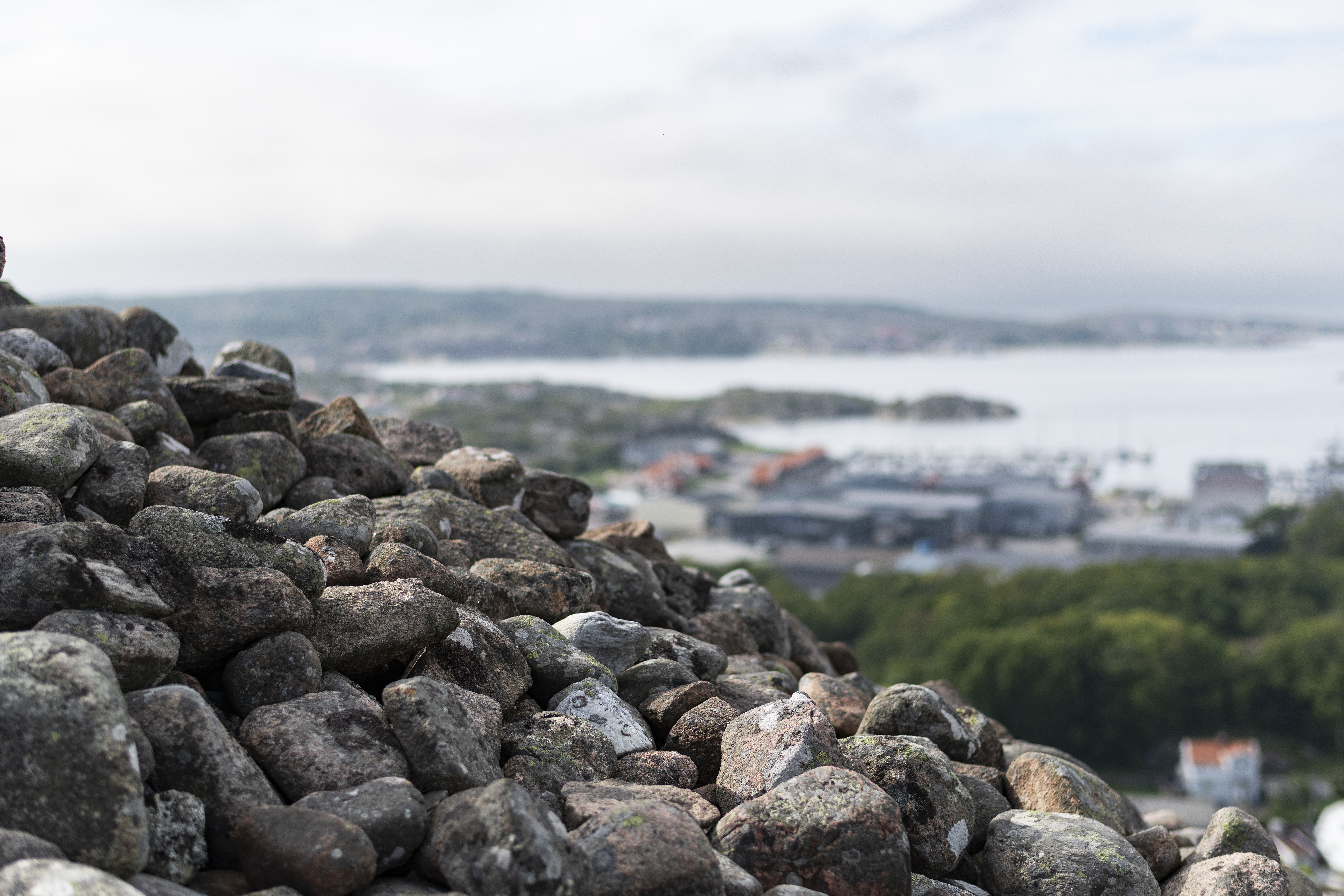
Röse vid Hunnebostrand, Tossene 207
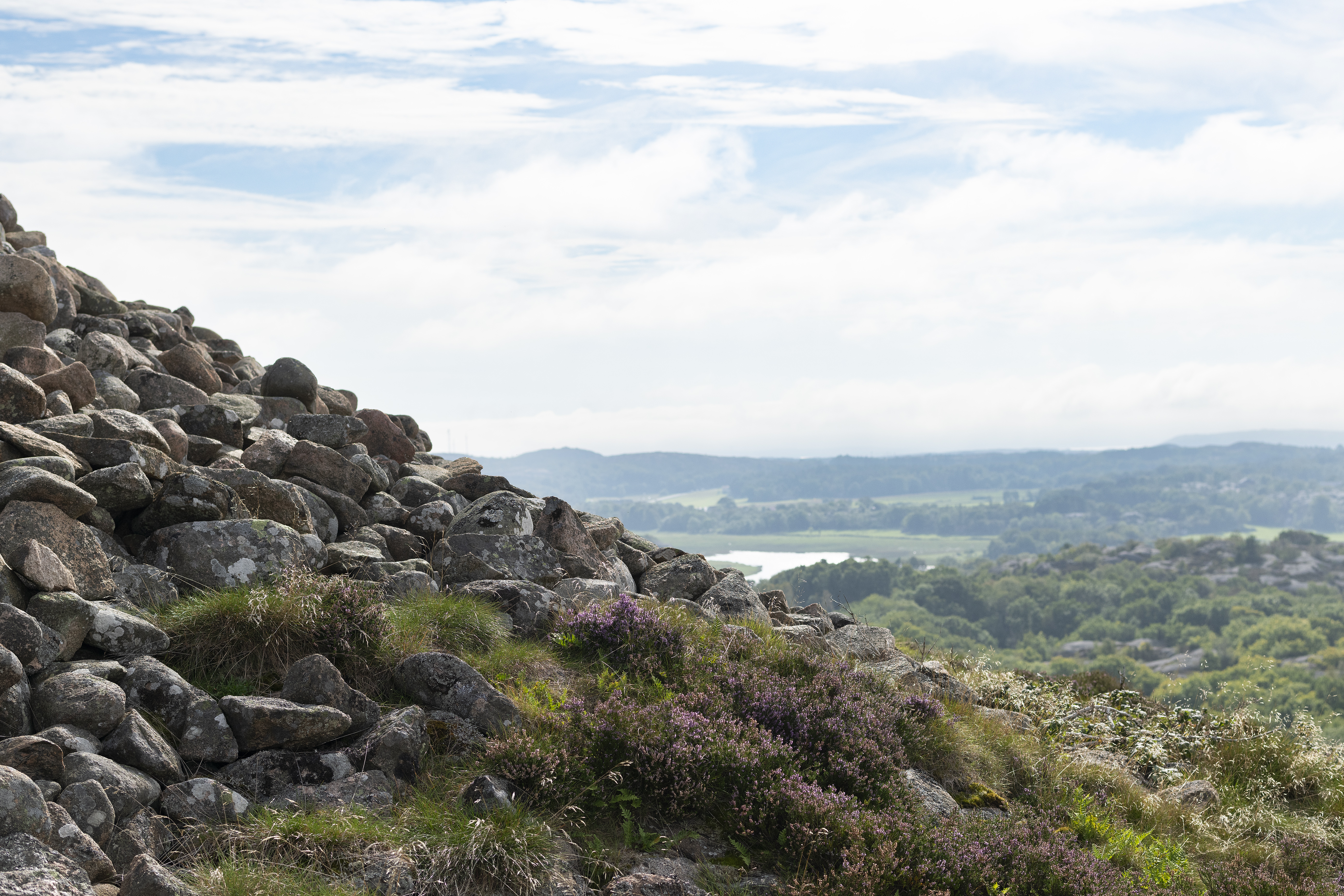
Röse vid Hunnebostrand, Tossene 207
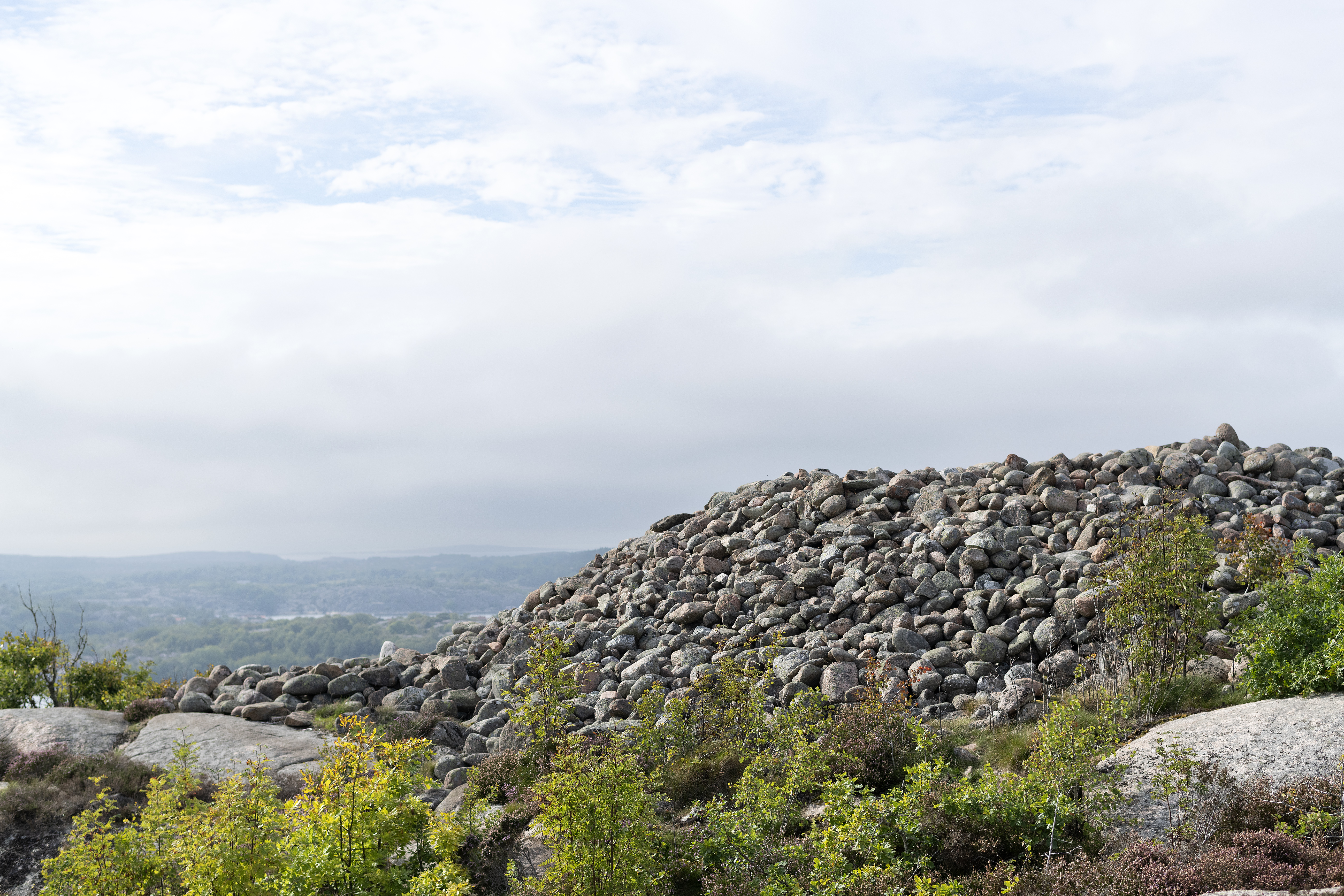
Röse vid Hunnebostrand, Tossene 207
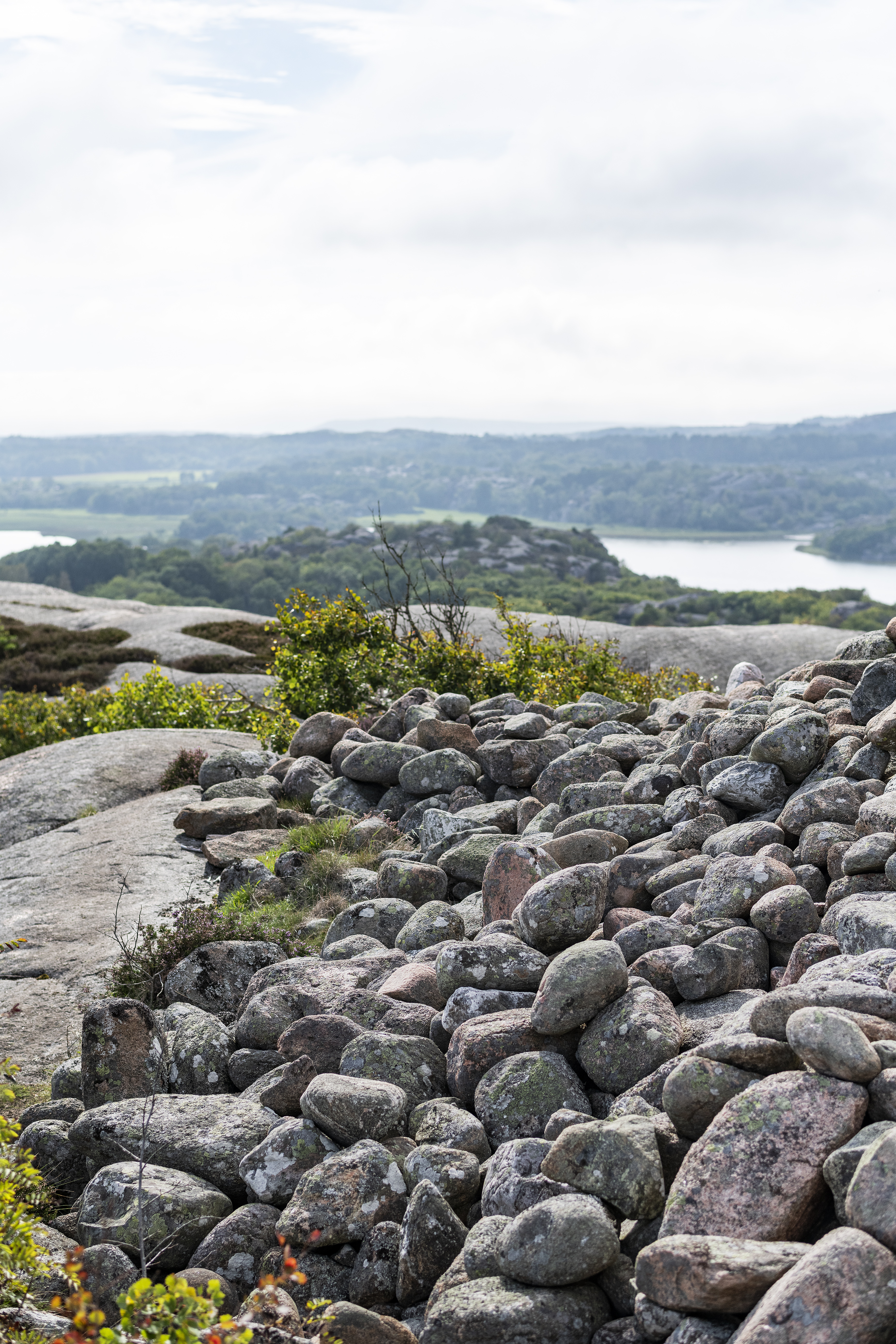
Röse vid Hunnebostrand, Tossene 207
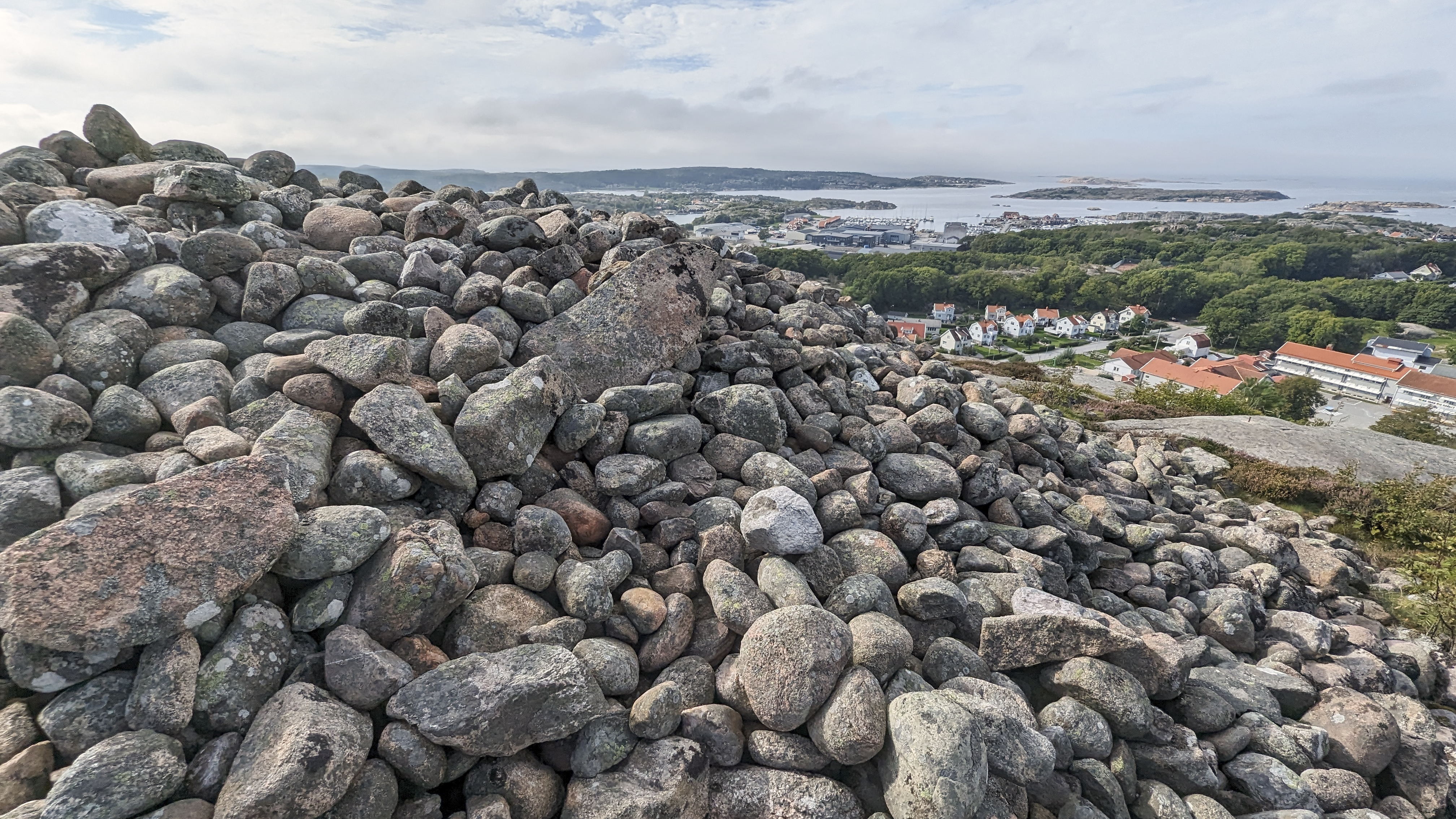
Röse vid Hunnebostrand, Tossene 207

## Befolkningsutveckling
Befolkningen ökade från 1399 1810 till 4246 år 1900 varefter den minskade till 1182 1990.

## Namnet
Namnet skrevs 1387 Tossini och kommer från kyrkbyn. Efterleden är vin, 'betesmark, äng'. Förleden är flertydigt.